# Liste der Kardinalskreierungen Innozenz’ III.
Papst Innozenz III. hat im Verlauf seines Pontifikates (1198–1216) die Kreierung von 31 oder 32 Kardinälen vorgenommen.

## Konsistorien

### 19. Dezember 1198
- Ugolino dei Conti di Segni – Kardinaldiakon von S. Eustachio, dann (27. Mai 1206) Kardinalbischof von Ostia e Velletri, endlich (19. März 1227) Papst Gregor IX. † 22. August 1241
- Gérard, O.Cist., Abt des Klosters Pontigny – Kardinaldiakon von S. Nicola in Carcere, dann (17. April 1199) Kardinalpriester von S. Marcello † nach 4. Juli 1199

### 3. Juni 1200
- Guy Pare, O.Cist. – Kardinalbischof von Palestrina, später (6. Juli 1204) Erzbischof von Reims und Sancte Romane Ecclesie cardinalis † 30. Juli 1206
- Benedetto – Kardinaldiakon von S. Maria in Domnica, dann (23. Dezember 1200) Kardinalpriester von S. Susanna, endlich (13. April 1213) Kardinalbischof von Porto e Santa Rufina † nach 11. April 1216
- Leone Brancaleone, Augustiner-Chorherren – Kardinaldiakon von S. Lucia in Septisolio, dann (9. März 1202) Kardinalpriester von S. Croce in Gerusalemme † 25. August 1224
- Matteo – Kardinaldiakon von S. Teodoro † 8. August 1205
- Giovanni dei Conti di Segni, Kardinalnepot – Kardinaldiakon Sancte Romane Ecclesie, dann (23. Dezember 1200) Kardinaldiakon von S. Maria in Cosmedin † Juni 1213

### 18. Dezember 1204
- Nicola de Romanis – Kardinalbischof von Frascati, † kurz vor 6. Januar 1219
- Roger – Kardinaldiakon von S. Maria in Domnica, dann (1205) Kardinalpriester von S. Anastasia, † 1212
- Guido Pierleone – Kardinaldiakon von S. Nicola in Carcere, dann (1221) Bischof von Palestrina, † 25. April 1228
- Pietro – Kardinaldiakon von S. Angelo, † Mai 1206
- Giovanni da Ferentino – Kardinaldiakon von S. Maria in Via Lata, dann (19. Mai 1212), Kardinalpriester von S. Prassede, † nach 4. Dezember 1215
- Guala Bicchieri – Kardinaldiakon von S. Maria in Portico, dann(2. April 1211) Kardinalpriester von S. Martino, † 30. Juni 1227

### 27. Mai 1206
- Uberto da Pirovano – Kardinaldiakon von S. Angelo, später (22. Dezember 1206) Erzbischof von Mailand und Sancte Romane Ecclesie cardinalis, † 2. April 1211
- Ottaviano dei Conti di Segni, Kardinalnepot – Kardinaldiakon von SS. Sergio e Bacco, † 29. Januar 1234
- Gregorio Gualgano – Kardinaldiakon von S. Teodoro, dann (5. März 1216) Kardinalpriester von S. Anastasia, † 21. Juli 1224
- Giovanni Colonna – Kardinaldiakon von SS. Cosma e Damiano, dann (18. Februar 1217), Kardinalpriester von S. Prassede † 28. Januar 1245
- Stephen Langton – Kardinalpriester von S. Crisogono, später (17. Juni 1207) Erzbischof von Canterbury und Sancte Romane Ecclesie cardinalis, † 9. Juli 1228
- Pietro Sasso – Kardinalpriester von S. Pudenziana, † um 1219

### 1206 oder 1207
- Pelagius von Albano – Kardinaldiakon von S. Lucia in Septisolio, dann (2. April 1211) Kardinalpriester von S. Cecilia, endlich (13. April 1213) Kardinalbischof von Albano † 30. Januar 1230

### 2. April 1211
- Gerardo da Sessa, O.Cist., Elekt von Novara (1210 bis 1211) – Kardinalbischof electus von Albano und ab 4. Mai 1211 auch Elekt von Mailand, † 16. Dezember 1211

### 19. Mai 1212
- Angelo – Kardinaldiakon von S. Adriano, † 29. November 1215
- Pietro Collivacino – Kardinaldiakon von S Maria in Aquiro, dann (9. April 1216) Kardinalpriester von S. Lorenzo in Damaso, endlich (1217) Kardinalbischof von Sabina, † 21. September 1220
- Bertrandus – Kardinaldiakon von S. Giorgio in Velabro, dann (1216) Kardinalpriester von SS. Giovanni e Paolo, † nach 1221
- Robert von Courson – Kardinalpriester von S. Stefano in Monte Celio, † 6. Februar 1219

### 13. April 1213
- Stefano di Ceccano, O.Cist. – Kardinalpriester von SS. XII Apostoli, † 23. November 1227

### 5. März 1216
- Gregorio Crescenzi – Kardinaldiakon von S. Teodoro, † 1227
- Raniero Capocci, O.Cist. – Kardinaldiakon von S. Maria in Cosmedin, † 27. Mai 1250
- Romano Bonaventura – Kardinaldiakon von S. Angelo, dann (1231) Kardinalbischof von Porto e Santa Rufina, † 20. Februar 1243
- Stefano Conti, Kardinalnepot – Kardinaldiakon von S. Adriano, dann (1228) Kardinalpriester von S. Maria in Trastevere, † 8. Dezember 1254
- Thomas von Capua, Elekt von Neapel – Kardinaldiakon von S. Maria in Via Lata, dann (9. April 1216) Kardinalpriester von S. Sabina, † August 1239

### Unsicher
- Anselmo, Erzbischof von Neapel (1191 bis 1214) – ernannt zum Kardinalpriester von SS. Nereo ed Achilleo im Januar 1201,[3] doch ist es nicht sicher, ob diese Promotion tatsächlich zustande kam[4] † 22. Juni 1214